# PTMC
A Post Terran Minerals Corporation (também conhecida como Post Terran Mining Corporation na versão para PlayStation de Descent, também como em Descent³) ou simplesmente PTMC é uma megacorporação ficcional da série de jogos Descent e Descent III, onde a PTMC age como o empregador do jogador, mas se torna um antagonista em Descent³.
A PTMC gerencia uma variedade de operações, incluindo mineração, armas, fabricação de robôs e prisões. Ela opera vários planetas dentro e fora do sistema solar.

## Operações

### Estação Orbital Shiva
Shiva é a principal base orbital da PTMC, visto no jogo Descent orbitando a Terra na cena de abertura na campanha de unico jogador. É daqui que o jogador recebe as ordens para destruir as minas da PTMC no sistema solar. A estação é destruída pelo CED Expediator Dreadnaught na cena final de Descent³.

### Estação MIL132
A estação MIL132, também mencionada como "Valhalla Tower", é vista em Descent II no filme de introdução e está localizada no campo de asteróides do sistema solar. É uma pequena base, inserida em um asteróide, que aparentemente não possui tripulação e existe apenas para propósitos de reabastecimento.

### Estação de processamento Burton
Esta estação de processamento está localizada na órbita de Júpiter, onde as minas das luas de Júpiter são acessadas.

### Estação Orbital de Vênus, McQuarrie
Localizada na órbita de Vênus, onde as minas da superfície de Vênus são monitoradas.

### Estação Orbital marciana Eta Sigma
A Eta Sigma é a estação de reabastecimento da PTMC pelos níveis 8 até o 10 no Descent 1.

### Data Retention Center
O PTMC Data Retention Center é mostrado no nível 1 de Descent³. Está situada na lua Deimos e é usada primariamente para guardar informações. Informações restritas em particular, são guardadas em uma sala com acesso restrito e patrulhada por vários robôs.

### SRAD Research Laboratory
A Special Research and Acquisitions Division (SRAD) Research Laboratory é um laboratório secreto construído em um planeta extrasolar conhecido como Tiris e é mostrada no nível 3 de Descent³ e no nível 5 de Descent³: Mercenary. Ela foi construira especificamente para teste e modificação de um tipo unico de vírus de computador, mas foi destruída quando o vírus foi deliberadamente liberado por um piloto da PTMC. De todos os funcionários da instalação, apenas o diretor do laboratório, Br. Karl Sweitzer, escapou.

### Estação MN1999 Piccu
MN1999, melhor conhecida como Estação Piccu, é uma grande extratora de combustível fóssil exibida no nível 3 de Descent³ e o unico nível single player do demo 1 de Descent³. Está é a segunda instalação construída em Tiris, perto de SRAD. Graças a proximidade, as duas estações podem se comunicar por um data link toda vez que necessário.

### Matriz corporativa da PTMC
A matriz corporativa da PTMC é exibida no nível 4 de Descent³ e no nível 7 de Descent³: Mercenary. Está localizada em Seoul. A matriz consiste primariamente de grandes edifícios e um plaza. Em Descent³: Mercenary, é revelado que os edifícios usam um sistema de elevadores magnéticos e é pesadamente guardada por torres automáticas de tiro.

### Research Bunker C-4
Este bunker secreto é mostrado no nível 7 de Descent³ e está localizado no asteróide Ceres. Depois do incidente no SRAD, várias amostras do vírus foram transferidas para este bunker para mais testes, onde ele foi modificado.

### Refinaria de combustível Dol Ammad
Dol Ammad está localizada na lua Europa e é mostrada no nível 8 de Descent³. Três grandes dissipadores são usados para regular a temperatura extrema na refinaria além de negar a temperatura congelante na lua. Em um ataque surpresa de um time de assalto, os dissipadores são destruídos, causando um desastre nuclear.

### PTMC Spacecraft Factory
Esta instalação é mostrada no nível 9 de Descent³, e está localizada no planeta Mercúrio. Ela produz componente chave para naves como motores. Central para esta instalação está quatro estabilizadores sísmicos que garantem condições normais de trabalho para a fabrica.

### PTMC Storage Facility
Localizada na lua Titan e exibida no nível 11 de Descent³. Ela abriga coisas, de carga a prisioneiros, e é guardada principalmente por torres automáticas ligadas a sistemas de câmeras.

### Proving Grounds
Localizada na lua Charon e exibida no nível 12 de Descent³.

### High Velocity Weapons Research Center
Centro de pesquisa de armas secretas, exibida em um nível secreto 2 em Descent³. É uma instalação grande guardada por torres de segurança automáticas, camaras de incineração e robôs. Alimentada por um unico reator que possui múltiplas camadas de defesa.

### Mars Colony
Exibida no nível 1 de Descent³: Mercenary e localizada em Marte, está instalação, quando completada, permitiria humanos a viver em marte. Ela é alimentada por um unico reator nuclear. Em um ataque secreto pela Collective Earth Defense para prevenir a PTMC de ser pioneira e monopolizar a vida em marte. A maior parte da colônia foi destruída quando um piloto CED instalou um disruptor nuclear no reator. A destruição da colonia causou a morte de treze mil empregados da PTMC, além da mutação dos sobreviventes.

### Mina de Césio
A mina de césio da PTMC é mostrada no nível 6 de Descent³: Mercenary, e está localizada na lua Io. Está conectada a uma base CED vizinha.